# فيرنون ويلز
فيرنون ويلز (بالإنجليزية: Vernon Wells)‏ هو ممثل أسترالي، ولد في 31 ديسمبر 1945 في أستراليا.

## الأعمال

### أفلام
- ماد ماكس 2 (1981)
- كوماندو (1985)
- علم عجيب (1985)
- الفضاء الداخلي (1987)
- لوني تونز: باك إن أكشن (2003)
- الشارع الأخضر 2: ستاند يور غراوند (2009)

## روابط خارجية
- فيرنون ويلز على موقع IMDb (الإنجليزية)
- فيرنون ويلز على موقع أول موفي (الإنجليزية)
- فيرنون ويلز على موقع قاعدة بيانات الأفلام السويدية (السويدية)
- فيرنون ويلز على موقع قاعدة بيانات الفيلم (الإنجليزية)